# San Biagio della Fossa
San Biagio della Fossa, även benämnd San Biagio de Circlo, var en kyrkobyggnad i Rom, helgad åt den helige biskopen och martyren Blasius (död 316). Kyrkan var belägen vid Via della Pace i Rione Ponte. Tillnamnet ”Fossa” betyder ”grop” eller ”dike”. ”Circlo” kan åsyfta den närbelägna Circus Agonalis, dagens Piazza Navona.

## Historia
Kyrkans omnämns för första gången i en bulla promulgerad 1186 av påve Urban III och uppräknas där bland filialerna till församlingskyrkan San Lorenzo in Damaso.
Kyrkan restaurerades år 1541 och 1658, då barockfasaden tillkom. Under 1700-talet tillhörde kyrkan Università degli Osti, gästgivarnas skrå.
Kyrkan San Biagio della Fossa dekonsekrerades i början av 1800-talet och revs år 1820.

## Omnämningar i kyrkoförteckningar
| Katalog                                                        | År         | Benämning                            |
| -------------------------------------------------------------- | ---------- | ------------------------------------ |
| Catalogo di Cencio Camerario                                   | 1192       | sco. Blasio de Circlo                |
| Il Catalogo di Torino                                          | cirka 1320 | Ecclesia sancti Blasii de Cerclariis |
| Il Liber Anniversariorum Sancti Salvatoris ad Sancta Sanctorum | 1461       | Ecclesia S. Blasii de Fossa          |